# تفجيرات بلدة القاع اللبنانية 2016
في يوم 27 يونيو 2016، نفذ انتحاريون سلسلة من الانفجارات، حيث أقدم أحدهم وكان يستقل دراجةً ناريَّةً على إلقاء قنبلة يدويَّة باتجاه تجمع للمُواطنين أمام كنيسة في بلدة القاع في لبنان، ثم فجر نفسه بحزام ناسف. وتلاه إقدام انتحاريّ ثانٍ يستقل دراجة على تفجير نفسه.
ثم أقدم شخصان آخران على محاولة تفجير نفسيهما، حيث طاردت وحدة من مخابرات الجيش أحدهما ما اضطره إلى تفجير نفسه دون إصابة أحد.
من جانبه، حاول الانتحاريّ الآخر تفجير نفسه في أحد المراكز العسكريَّة، إلا أنَّه استُهدف من قبل العناصر ما اضطره أيضًا إلى تفجير نفسه دون التسبب بإيذاء أحد، وفق ما جاء في بيان لِقيادة الجيش اللبنانيّ.
سبقت هذه التفجيرات أربعة تفجيرات انتحاريَّة فجرًا أدَّت إلى مقتل عددٍ من الأشخاص وإصابة آخرين.

## بعد الحادثة
بدأ الجيش، بعد الهجوم مُباشرةً، عمليَّة تمشيط في البلدة بالتعاون مع المُواطنين وطالبهم بعدم التجوال خشية وجود انتحاريين آخرين في البلدة. وأفادت مصادر إعلاميَّة بقصف الجيش اللبنانيّ مواقع تنظيم داعش في جرود القاع.
وشهدت ساعات الصباح الأولى انتشارًا واسعًا للجيش اللبنانيّ رافقته عمليَّات دهم، بحثًا عن مطلوبين، كما طلب الجيش من أهالي القاع إرجاء تشييع ضحايا التفجيرات خشية موجة انتحاريَّة ثالثة.

## ردود الفعل

### المحليَّة
أعلن رئيس مجلس الوزراء حالة الحداد العام طالبًا تنكيس الأعلام فوق المباني الحكوميَّة كما أصدر محافظ بعلبك بشير خضر قرارًا بمنع تجول السوريين المتواجدين في بلدتي القاع وراس بعلبك القريبتين منها.

### الدوليَّة
- السعودية: أدانت السعوديَّة بشدة التفجيرات التي وقعت قرب مركز للجمارك في بلدة القاع في البقاع اللبنانيَّة، وأسفرت عن سقوط عددٍ من القتلى والجرحى مُعتبرةً التفجيرات «إجراميَّة».[2]
- الكويت: أدانت الكويت التفجيرات الإرهابيَّة التي وقعت بالقرب من مركز للجمارك في بلدة القاع اللبنانيَّة وأسفرت عن وقوع عددٍ من القتلى والجرحى.[3]
- الأردن: أعربت الحكومة الأردنيَّة عن إدانتها واستنكارها الشديدين لجريمة التفجيرات التي نفذها أربعة إرهابيين قرب مركز للجمارك اللبنانيَّة فجر اليوم في بلدة القاع اللبنانيًّة المتاخمة للحدود السوريَّة، وراح ضحيتها ستة مُواطنين لبنانيين وأصيب سبعة عشر آخرون.[4]
- العراق: أدانت وزارة الخارجيَّة العراقيَّة العمليَّات الإرهابيَّة الانتحارية التي شهدتها قرية القاع اللبنانيَّة، وأكَّدت وقوف العراق إلى جانب شعب لبنان وحكومتها.[5]
- المملكة المتحدة: أدانت بريطانيا التفجيرات الإرهابيَّة التي ضربت منطقة القاع اللبنانيَّة قرب الحدود السوريَّة.[6]
- الولايات المتحدة: أدانت الولايات المُتحدة التفجيرات الإرهابيَّة التي شهدتها بلدة القاع اللبنانيَّة، وأكَّدت دعمها للقوات المُسلحة اللبنانيَّة في التصدي للإرهاب.[7]

### منظمات دوليَّة ومحليَّة
- حزب الله اللبنانيّ: أدان حزب الله التفجيرات الإرهابيَّة التي نفذها انتحاريون في بلدة القاع في البقاع اللبنانيَّة، وأدَّت إلى مقتل عددٍ من المدنيين الأبرياء وجرحهم.[8]
- جامعة الدول العربيَّة: أدان الدكتور نبيل العربيّ الأمين العام لِجامعة الدول العربيَّة التفجيرات الإرهابيَّة التي وقعت في بلدة القاع على الحدود اللبنانيَّة السوريَّة، والتي أدَّت إلى سقوط عددٍ من القتلى والجرحى من المدنيين ومن بينهم أفراد من الجيش اللبنانيّ.[9]
- مجلس الأمن الدوليّ: أدان مجلس الأمن الدوليّ «الهجمات الإرهابيَّة» المتتالية التي وقعت بالقرب من مركز للجمارك في بلدة القاع اللبنانيَّة ما أسفر عن سقوط عددٍ من القتلى والجرحى.[10]
- الائتلاف الوطنيّ السوريّ: أدان الائتلاف الوطنيّ لقوى الثورة والمُعارضة السوريَّة الجرائم والعمليَّات الإرهابيَّة التي استهدفت المدنيين في بلدة القاع اللبنانيَّة.[11]